# فلاديمير سيدوركين
فلاديمير سيدوركين (مواليد 9 مايو 1986) هو سبّاح إستوني، مثّل بلاده في الألعاب الأولمبية الصيفية 2008.

## روابط خارجية
فلاديمير سيدوركين على موقع الاتحاد الدولي للسباحة (الإنجليزية)
- فلاديمير سيدوركين على موقع أوليمبيديا (الإنجليزية)